# Crocidura desperata
Crocidura desperata är en däggdjursart som beskrevs av Hutterer, Jenkins och Verheyen 1991. Crocidura desperata ingår i släktet Crocidura och familjen näbbmöss. IUCN kategoriserar arten globalt som starkt hotad. Inga underarter finns listade i Catalogue of Life.
Arten förekommer bara i några bergstrakter i Tanzania. Den vistas i regioner som ligger ungefär 1500 meter över havet eller högre. Habitatet utgörs av skogsgläntor som är täckta av bambu och andra växter.